# Danijel Radečić
Danijel Radečić (Karlovac, 1979.) je hrvatski kazališni, televizijski i filmski glumac.

## Filmografija

### Televizijske uloge
- "Zakon!" kao dostavljač (2009.)
- "Bitange i princeze" kao Zeleni #2 (2008.)
- "Operacija Kajman" kao zlikovac #2 (2007.)
- "Odmori se, zaslužio si" kao Bibin dečko (2006.)

### Filmske uloge
- "Čovjek ispod stola" kao Edo Ringlov (2009.)
- "Kino Lika" kao Nikola Tesla (2008.)
- "Snivaj, zlato moje" kao fakin #3 (2005.)

## Vanjske poveznice
- Danijel Radečić u internetskoj bazi filmova IMDb-u (engl.)
- Stranica na Mala-scena.hr  Arhivirana inačica izvorne stranice od 5. siječnja 2010. (Wayback Machine)